# 卡伦征
卡伦征（英語：Cullen's sign）是指脐周或下腹壁的水肿和瘀斑。该体征以妇科医生托马斯·斯蒂芬·卡伦（Thomas Stephen Cullen，1869-1953）命名，他于1916年首次在一例宫外孕破裂病例中描述了这一体征。
此征象需24-48小时显现，可提示急性胰腺炎，当该征出现时，患者死亡率可从8%-10%上升至40%。常伴随格雷特纳征（Grey Turner's sign）（侧腹壁瘀斑），二者联合出现可能提示胰腺坏死合并腹膜后或腹腔内出血。
虽然卡伦征通常被描述为急性出血性胰腺炎的表现，该体征也可提示异位妊娠破裂、原发性或转移性肝肿瘤以及主动脉瘤破裂。

## 病因
卡伦征的病因包括：
- 急性胰腺炎：由于胰腺炎症，血液被消化形成正铁白蛋白，正铁白蛋白从发炎的胰腺周围蔓延至腹腔。
- 腹部钝挫伤引起的出血
- 主动脉破裂出血
- 异位妊娠破裂出血